# San José Buenavista, San Cristobal De Casas
San José Buenavista är en ort i Mexiko.   Den ligger i kommunen San Cristobal De Casas och delstaten Chiapas, i den sydöstra delen av landet, 800 km öster om huvudstaden Mexico City. San José Buenavista ligger 2 282 meter över havet och antalet invånare är 315.
Terrängen runt San José Buenavista är kuperad åt nordost, men åt sydväst är den bergig. Runt San José Buenavista är det tätbefolkat, med 459 invånare per kvadratkilometer. Närmaste större samhälle är San Cristóbal de las Casas, 6,8 km norr om San José Buenavista. I omgivningarna runt San José Buenavista växer i huvudsak städsegrön lövskog.